# Neuenhof (Argovia)
Neuenhof es una comuna suiza del cantón de Argovia, situada en el distrito de Baden. Limita al norte y noreste con la comuna de Wettingen, al sureste con Würenlos y Killwangen, al suroeste con Oberrohrdorf, y al oeste con Fislisbach y Baden.

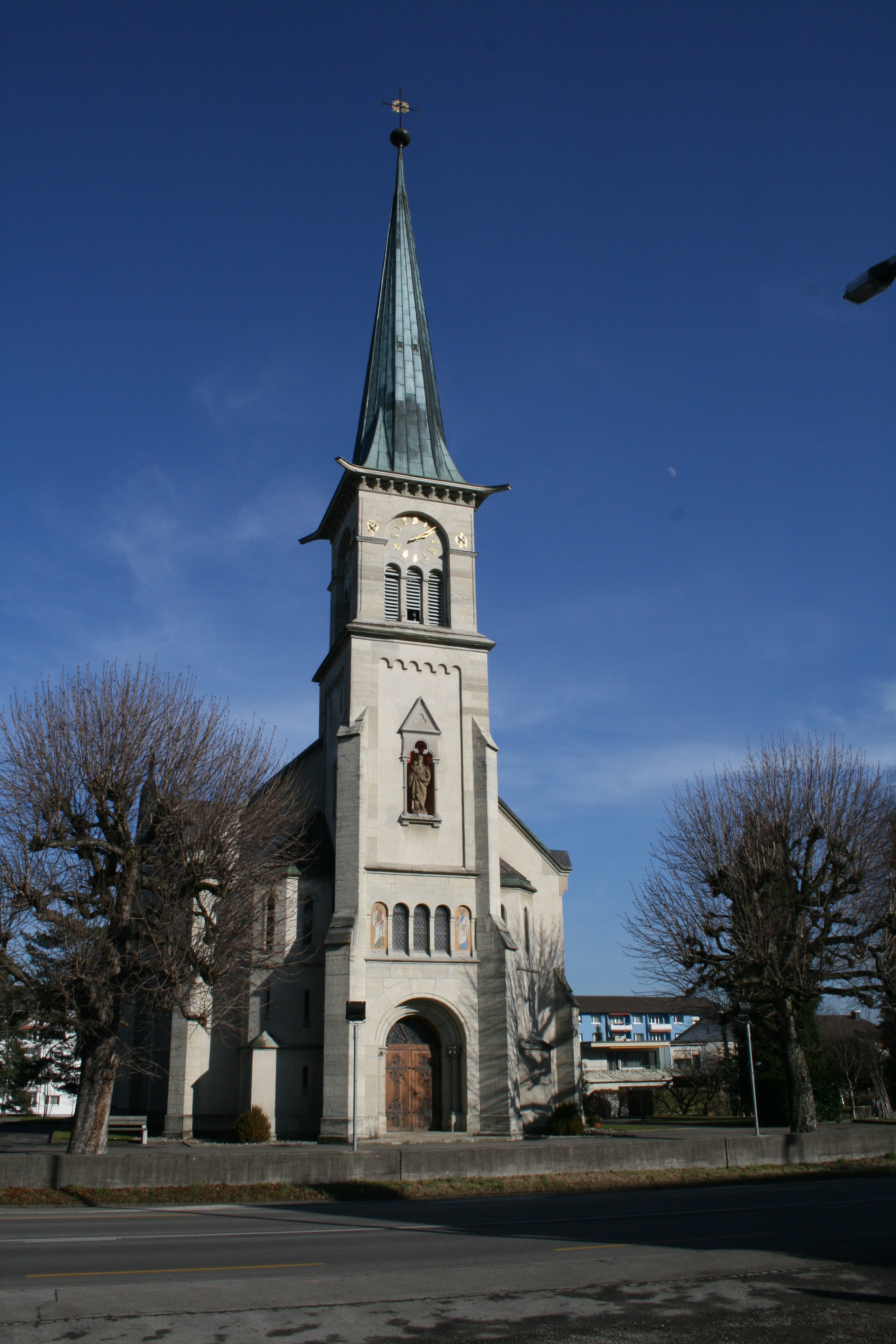
Iglesia católica de Neuenhof.